# Lachnum soppittii
Lachnum soppittii är en svampart som först beskrevs av George Edward Massee, och fick sitt nu gällande namn av Raitv. 1986. Lachnum soppittii ingår i släktet Lachnum och familjen Hyaloscyphaceae.   Inga underarter finns listade i Catalogue of Life.